# Robert Brasillach
Robert Brasillach ([ʁɔbɛʁ bʁazijak] ), né le 31 mars 1909 à Perpignan et mort fusillé le 6 février 1945 au fort de Montrouge, à Arcueil, est un homme de lettres, journaliste et collaborateur français.
Outre ses activités littéraires, il est surtout connu pour son engagement politique à l'extrême droite : formé à l'Action française, il évolue vers le fascisme dans les années 1930 (tout en continuant d'écrire dans L'Action française).
Sous l'Occupation, il devient rédacteur en chef du journal collaborationniste et antisémite Je suis partout. Par la suite, durant l'épuration, il est jugé par un tribunal d'exception pour « intelligence avec l'ennemi », condamné et fusillé.

## Biographie

### Situation personnelle
Robert Brasillach naît le 31 mars 1909 à Perpignan, où son père, Arthémile, qui a épousé sa mère, Marguerite Redo l’année précédente, est en garnison. Il a une sœur, Suzanne, née également à Perpignan en avril 1910. Robert Brasillach ne voit guère son père qu’à l’occasion de voyages qu’il fait avec sa mère au Maroc entre 1912 et 1914 pour retrouver le lieutenant Arthémile Brasillach,,, affecté au 1er régiment d'infanterie coloniale. Celui-ci meurt au combat le 13 novembre 1914 lors de la bataille d'Elhri, près de Khénifra,, et Robert Brasillach grandit sans figure paternelle de cinq à neuf ans. Marguerite se remarie en février 1918 avec un médecin mobilisé à Perpignan, le docteur Paul Maugis ; puis la famille déménage en mars 1918 à Sens, d'où celui-ci était originaire.
Le docteur Maugis exerce avec succès la médecine de ville et la chirurgie à l’hôpital, et la famille Brasillach s’installe en 1922 dans une grande maison de dix-huit pièces boulevard du Mail,. Robert passe ainsi son enfance dans l’Yonne dans un confort bourgeois, ne revenant à Perpignan que pendant les grandes vacances. Une demi-sœur, Geneviève, naît en 1921. Il fait ses études secondaires au lycée de Sens rue Thénard, où Gabriel Marcel est son professeur de philosophie,. Le jeune Robert est un élève brillant, doué en lettres mais indifférent aux sciences. Il est encore lycéen lorsqu’il publie en 1924 ses premiers articles, des pastiches, dans le Coq catalan, une petite revue de Perpignan. Il est même titulaire à partir d’octobre 1925 de la rubrique littéraire de La Tribune de L’Yonne titrée « Au fil des heures », qu’il signe Jacques Tournebroche, du nom d’un personnage d’Anatole France.
Robert Brasillach obtient ses baccalauréats à seize ans et demi, puis avec une bourse d’État il intègre en novembre 1925 le lycée Louis-le-Grand, au cœur du Quartier latin à Paris. Il lit beaucoup durant les trois années studieuses de classes préparatoires qu’il effectue dans ce lycée prestigieux, antichambre de l’École normale supérieure. Il se plonge dans les classiques antiques, les auteurs récents comme Baudelaire, Rimbaud, Proust ou Dostoïevski, mais aussi la littérature de son temps qu’il découvre chez les libraires, Barrès, Péguy, Valéry, Alain-Fournier, Claudel, Giraudoux, Colette, Dorgelès, Bernanos ou encore Gide. Il se lie d’amitié notamment avec Roger Vailland, Thierry Maulnier, José Lupin et surtout Maurice Bardèche,. Ce dernier lui fait découvrir le cinéma, encore muet, ainsi que le théâtre, en particulier celui de Georges et Ludmilla Pitoëff, qui deviendront ses amis.
Bien que très minoritaire dans la France du milieu des années 1920, l’Action française agite le Quartier latin et organise des manifestations parfois violentes. Brasillach n’y participe pas. Il décrit lui-même bien plus tard l’orientation politique de ses jeunes années : « Nous avions dix-huit ans, un peu de confusion d’esprit, pas mal de dégoût pour le monde moderne et quelques penchants fonciers pour l’anarchie. » Pourtant, comme le notent ses biographes, il est déjà attiré par Charles Maurras et sa doctrine. Il écrit ainsi à l’été 1927 dans un portrait consacré au « vieux maître », publié dans le Coq catalan, la profession de foi monarchiste et antidémocratique suivante :

« La doctrine de Maurras est la seule doctrine importante de la Cité de notre temps qui comporte une philosophie. Maurras a bâti le plus complet des systèmes politiques, artistiques et moraux. […] Une société doit vivre comme un organisme humain. Pour cela, il faut que nous reconnaissions nos limites. Il faut laisser à une caste, à une race, le soin et l’étude du gouvernement où nous ne connaissons rien. Il faut un roi. Ce roi sera absolu, tout lui appartiendra. Ne nous insurgeons pas contre cette idée. »

En 1928, il est admis à l'École normale supérieure. Il décrira longuement cette période dans les premiers chapitres de ses mémoires  Notre avant-guerre, écrit en 1939-1940.

### Journaliste

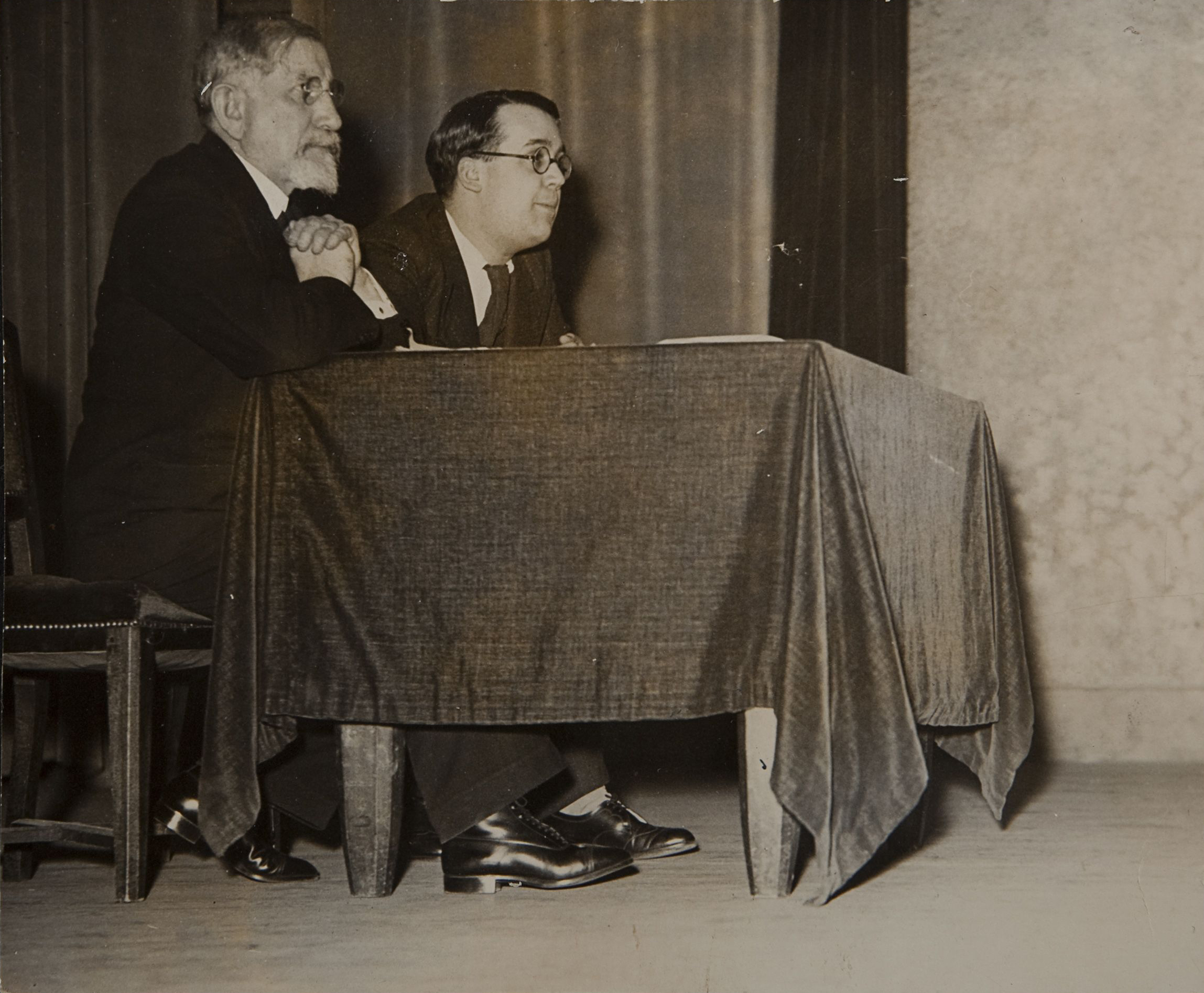
Robert Brasillach et Charles Maurras, vers 1938.

#### Pendant l'entre-deux-guerres
Il assure ensuite une chronique littéraire dans L'Étudiant français durant la première moitié des années 1930 et dans le quotidien L'Action française jusqu'en 1939.
Après avoir lu Mein Kampf, il écrit en 1935 à son ami José Lupin : « C'est très réellement le chef-d'œuvre du crétinisme excité où Hitler apparaît comme une espèce d’instituteur enragé. Cette lecture m'a affligé. »
Il contribue périodiquement à la revue Combat fondée par Thierry Maulnier et Jean de Fabrègues.
Poursuivant ses activités littéraires, il devient en 1937 rédacteur en chef de l'hebdomadaire Je suis partout, journal déjà ouvertement antisémite.
Il fait partie des auteurs sélectionnés (avec Les Sept Couleurs) puis des finalistes pour le prix Goncourt en 1939, avec Simone (pour Le Paradis terrestre), mais le lauréat est Philippe Hériat avec Les Enfants gâtés.

#### Sous l'Occupation allemande
Il est mobilisé comme lieutenant d'infanterie sur la ligne Maginot en septembre 1939. Capturé en juin 1940, il est détenu jusqu'en mars 1941 en Allemagne à l'Oflag VI A de Soest, où il écrit un roman autobiographique inachevé Les Captifs.
Rentré en France, il reprend son poste de rédacteur en chef de l'hebdomadaire Je suis partout autorisé à reparaître depuis février 1941. Il y laisse transparaître sa haine des Juifs, du Front populaire, de la République ou son admiration du Troisième Reich. Dans l'édition du 6 septembre 1941, il réclame la condamnation à mort des anciens ministres républicains, comme Blum, Daladier ou Mandel : « la mort des hommes à qui nous devons tant de deuils […] tous les Français la demandent. »
Et dans celle du 25 septembre 1942 : « Il faut se séparer des Juifs en bloc et ne pas garder de petits. »
Il attaquera l’archevêque de Toulouse Saliège dans Le Pilori le 10 octobre 1942, pour avoir pris position publiquement contre la déportation des Juifs. Saliège sera également caricaturé dans Je suis partout (édition du 16 octobre 1942), dans laquelle le journal polémique avec les évêques (Gerlier, Saliège) s'étant opposé aux déportations de familles juives, en propageant le mythe d'une « relocalisation » des Juifs par la Gestapo :

« Que des Juifs de Varsovie, de Cracovie, de Kiew, etc. soient ramenés au ghetto natal, que cette racaille pouilleuse, que ces parasites, que cette clique étrangère, dont les vols, escroqueries, provocations et assassinats n'ont pas l'excuse d'un patriotisme exaspéré, oui, que ces Juifs, rebut de l'Europe, soient mis hors d'état de nuire à la France, les sacristies s'émeuvent, les chaires retentissent de lamentations. »

Après le débarquement allié en Afrique du Nord, Brasillach vitupère la modération supposée du gouvernement de Vichy : « Y aurait-il eu un seul Français molesté à Alger si on avait fait savoir que pour un cheveu arraché à un nationaliste dix Juifs seraient abattus sur la Côte d’Azur ? ».
La reprise par Robert Brasillach de son activité journalistique en zone occupée marque sa rupture avec Charles Maurras, qui refusera de le revoir après avoir affirmé : « Je ne reverrai jamais les gens qui admettent de faire des tractations avec les Allemands ».

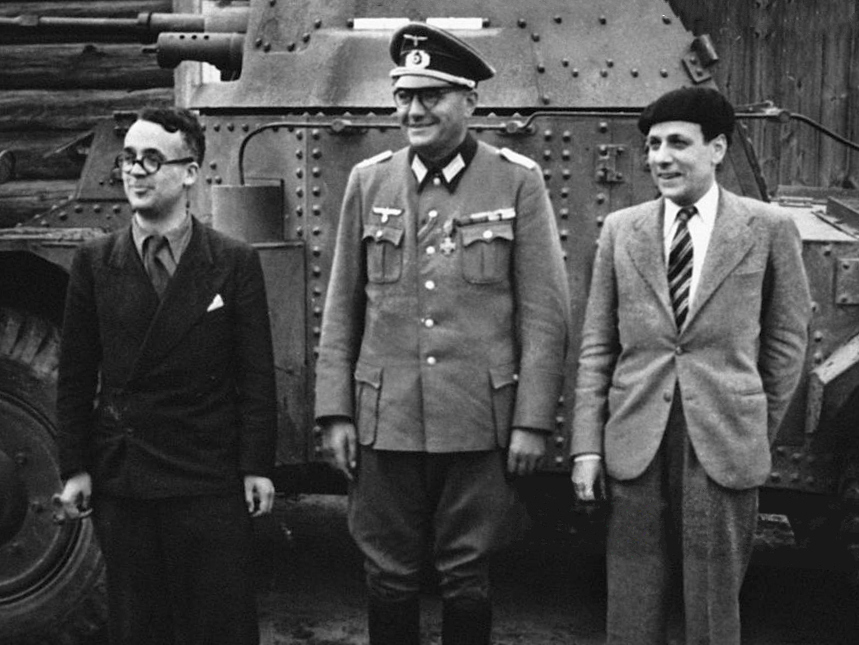
Robert Brasillach, Jacques Doriot et Claude Jeantet photographiés sur le front de l'Est (vers 1943).

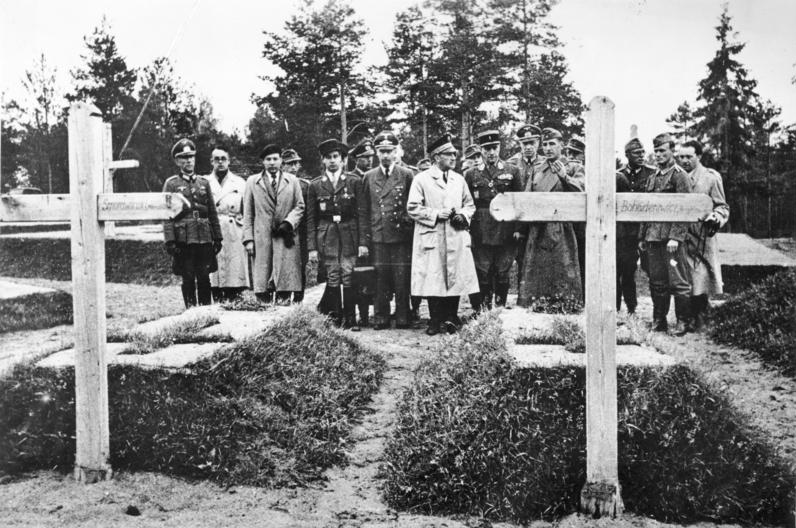
Brasillach (2e en partant de la gauche) à Katyn, en 1943, lors de son voyage de propagande vichyste.

En 1943, Robert Brasillach part avec Claude Jeantet sur le front de l'Est pour rendre visite aux soldats de la Légion des volontaires français contre le bolchevisme. Il se rend à Katyń, aux côtés de l'ambassadeur Fernand de Brinon, apôtre de la collaboration. Il constate les fosses communes récemment découvertes et en tire un article, documenté avec photos, qui paraît dans Je suis partout, au sein duquel il souligne la responsabilité de l'URSS dans le massacre des officiers polonais. En Pologne, il voit aussi les ghettos juifs. Sachant que dans ceux de Lodz, de Lwow et de Varsovie, c'est le massacre ou l'extermination par la faim, il considère, à son retour en France, qu'il ne faut plus parler des Juifs pour ne pas avoir l'air d'approuver cela. Refusant de cautionner l'engagement de jeunes Français dans l'armée allemande, il cède sa place à Pierre-Antoine Cousteau, militant plus acharné, à la tête de Je suis partout.
En novembre 1943, il est nommé rédacteur en chef de La Chronique de Paris par Henry Jamet, patron des éditions Balzac ; il coordonne neuf numéros jusqu'en juillet 1944.

### Critique de cinéma
Brasillach est très tôt fasciné par le cinéma et rend régulièrement compte avec enthousiasme de l'actualité cinématographique. Le fruit de cette passion, outre de nombreuses chroniques dans les journaux, est son Histoire du cinéma, publiée pour la première fois en 1935 et qui fera l'objet d'une nouvelle édition en 1943 en collaboration avec son beau-frère Maurice Bardèche. Contrairement aux critiques de l'époque, Brasillach adopte sur le cinéma un point de vue politiquement neutre, si l'on excepte quelques rajouts antisémites en 1943.
Sa soif de cinéma l'amène à fréquenter assidûment Henri Langlois au Cercle du cinéma. Bien qu'enthousiaste à propos des classiques (Chaplin, Pabst, René Clair, Jean Renoir…) et des films hollywoodiens (John Ford, Frank Borzage, King Vidor, etc.), il fait preuve de goûts originaux et montre une insatiable curiosité pour le cinéma étranger. Il est ainsi le premier à parler en France du cinéma japonais et notamment de Yasujirō Ozu, Kenji Mizoguchi et Heinosuke Gosho.
En prison, il travaillait à la troisième édition de son Histoire du cinéma et préparait une adaptation de Falstaff, qu'il espérait tourner avec Raimu.

### Procès et exécution

#### Déroulement
Après la Libération, en septembre 1944, sa mère et son beau-frère, Maurice Bardèche, sont arrêtés pour faire pression sur lui. Il se constitue alors prisonnier auprès de la préfecture de police de Paris. Il est emprisonné à la prison de Fresnes (actuel Val-de-Marne) et poursuivi pour intelligence avec l'ennemi,. Son procès, qui s'ouvre le 19 janvier 1945 devant la cour d'assises de la Seine, dure six heures. Il est condamné à mort le jour même, après une délibération de vingt minutes. Sa défense était assurée par Jacques Isorni, lequel fut également, quelques mois plus tard, avocat de Philippe Pétain. Ses droits d'auteur sont confiés à diverses associations sociales à partir de 1944.
Dans les jours qui suivent, à l'initiative de Jean Anouilh, Marcel Aymé et François Mauriac, une pétition d'artistes et d'intellectuels renommés, parmi lesquels Paul Valéry, Paul Claudel, Daniel-Rops, Albert Camus, Jean Paulhan, Roland Dorgelès, Jean Cocteau, Colette, Arthur Honegger, Maurice de Vlaminck, André Barsacq, Jean-Louis Barrault, Thierry Maulnier, etc., demande au général de Gaulle, chef du gouvernement provisoire, la grâce du condamné. Le général choisit de ne pas commuer la peine prononcée, ce qui entraîne l'exécution de la sentence : le 6 février 1945, à 9 h 40, après avoir refusé de se laisser bander les yeux, Robert Brasillach est fusillé au fort de Montrouge.

#### Refus de la grâce
Des biographes se sont interrogés sur les raisons pour lesquelles le général de Gaulle a refusé la grâce à Robert Brasillach.
Selon les témoignages successifs de Louis Vallon et de Louis Jouvet, qui l'interrogèrent sur le sujet, de Gaulle aurait vu dans le dossier de Brasillach la couverture d'un magazine le montrant sous l'uniforme allemand. Il y aurait eu une confusion avec Jacques Doriot. Alice Kaplan, dans son livre consacré au procès, a établi grâce aux archives que cette théorie n'était qu'une invention de l'extrême droite,.
Lacouture, qui rapporte cette rumeur, n’y croyait déjà pas. Il penche pour l'hypothèse d'une concession faite aux communistes pour pouvoir être plus ferme sur d'autres points : « Le général de Gaulle a écouté (Claude) Mauriac, et a refusé la grâce. Quoi qu’il en pensât, de Gaulle ne pouvait s’opposer à toutes les exigences des communistes qui constituaient un tiers du pouvoir, sinon davantage. Ils exigeaient la tête de Brasillach, qui avait conduit bien des leurs au poteau. Je pense que de Gaulle a fait la part du feu ».
Dans le fonds « de Gaulle » déposé aux Archives nationales, on a retrouvé une note relative à l'« affaire Brasillach » dressant une liste des charges pesant sur l'écrivain. L'une d'elles le présente comme « un des responsables de l'assassinat de Mandel », personnalité dont il demandait régulièrement la mise à mort dans son journal Je suis partout et pour laquelle de Gaulle éprouvait estime et respect. Dans le dossier du recours en grâce présenté par l'avocat de Brasillach, le Général avait écrit en marge « Il ne l'eût voulu ».
Enfin, de Gaulle écrit dans ses Mémoires que « le talent est un titre de responsabilité », faisant de ce talent une circonstance aggravante, car il accroît l'influence de l'écrivain.

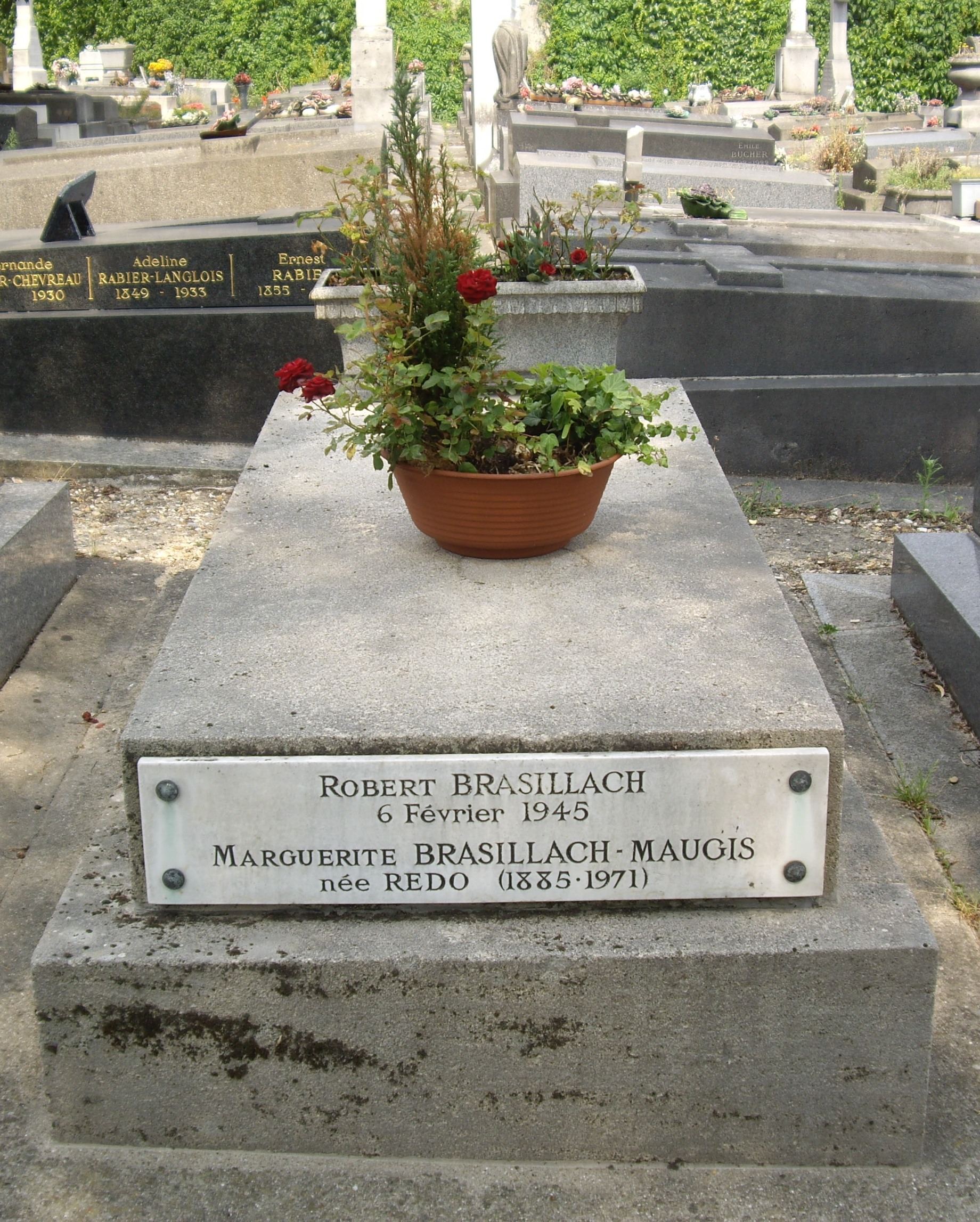
Tombe de Robert Brasillach au cimetière de Charonne.

Le 31 juillet 1963, alors que de Gaulle est président de la République, Alain Peyrefitte lui aurait demandé quelle serait son attitude, après toutes ces années. Selon lui, le chef de l'État aurait répondu :

« Aujourd'hui, je ne sais pas. La roue a tourné. Mais, cet hiver-là, la guerre continuait, nos soldats tombaient sous le canon des Allemands. Tant de pauvres types ont été fusillés sommairement à la Libération, pour s'être laissé entraîner dans la collaboration ! Pourquoi ceux qui les ont entraînés — les Darnand, les Déat, les Pucheu, les Henriot, les Brasillach — seraient-ils passés entre les gouttes ? Un intellectuel n'est pas moins, mais plus responsable que les autres. Il est un incitateur. Il est un chef au sens le plus fort. François Mauriac m'avait écrit qu'une tête pensante ne doit pas tomber. Et pourquoi donc, ce privilège ? Une grosse tête est plus responsable qu'une tête de piaf ! Brasillach était intelligent. Il avait du talent. Ce qu'il a fait est d'autant plus grave. Son engagement dans la collaboration a renforcé les nazis. Un intellectuel n'a pas plus de titre à l'indulgence ; il en a moins, parce qu'il est plus informé, plus capable d'esprit critique, donc plus coupable. Les paroles d'un intellectuel sont des flèches, ses formules sont des balles ! Il a le pouvoir de transformer l'esprit public. Il ne peut pas jouir des avantages de ce pouvoir-là et en refuser les inconvénients ! Quand vient l’heure de la justice, il doit payer. »

— Charles de Gaulle, cité par Alain Peyrefitte

### Inhumation
Robert Brasillach fut d’abord inhumé au cimetière des condamnés à mort de Fresnes, puis au Père-Lachaise puis enfin au cimetière de Charonne, dans le 20e arrondissement de Paris. Sa tombe, l'une des mieux entretenues du cimetière, est devenue le lieu de rendez-vous de groupuscules néo-nazis français et de nostalgiques du régime de Vichy comme L'Œuvre française ou le Cercle franco-hispanique, à l'origine des cérémonies de commémoration de la mémoire de l'écrivain antisémite. Ils se réunissent tous les 6 février, date anniversaire de son exécution, qui coïncide aussi avec la date du putsch raté des ligues d’extrême droite en 1934. Ces réunions se faisant sous la surveillance de la police. Dans la nuit du 7 au 8 février 2025, sa tombe est vandalisée.

## Œuvres
(Liste non exhaustive)
- Jeunesse de Virgile, extrait de La Revue universelle du 15 avril 1930, p. 151-175[57]
- Colette ou la Sagesse de Sido, extrait de La Revue française du 22 mars 1931[58]
- Aspects de Hamlet. L'étudiant de Wittemberg, extrait de La Revue française du 26 avril 1931, p. 388-390[59]
- Présence de Virgile, Paris, Librairie de la Revue Française, 1931[60] (lire en ligne)
- Le Voleur d'étincelles, Paris, Plon, 1932, roman
- Le Procès de Jeanne d'Arc, texte établi et préfacé par Robert Brasillach [sélection de textes], 1932, réédité en 1998 aux Éditions de Paris, coll. « Classiques », avec une présentation de François Bluche
- L'Enfant de la nuit, Paris, Plon, 1934, roman ; réédition (avec une préface de Peter Tame), Pardès, 2017  (ISBN 978-2-86714-508-7)
- Portraits. Barrès, Proust, Maurras, Colette, Giraudoux, Morand, Cocteau, Malraux, etc., Paris, Plon, 1935
- Portraits. Réédition (avec une préface de Pierre Somville et Introduction de Gilles Antonowicz), Editions Laborintus, Lille, 2018
- Histoire du cinéma, Paris, Denoël, 1935 (en collaboration avec son beau-frère Maurice Bardèche)
- Le Marchand d'oiseaux, Paris, Plon, 1936, roman, édition illustrée de lithographies de Gabriel Dauchot ; réédition Bibliophiles franco-suisses, 1958
- Animateurs de théâtre, Paris, Corrêa, 1936
- Les Cadets de l'Alcazar, Paris, Plon, 1936
- Léon Degrelle et l'avenir de « Rex », Paris, Plon, 1936
- Comme le temps passe..., Paris, Plon, 1937, roman
- Pierre Corneille, Paris, Fayard, 1938
- Les Sept Couleurs, Paris, Plon, 1939, roman
- Histoire de la guerre d’Espagne (avec Maurice Bardèche), Paris, Plon, 1939
- Le Siège de l'Alcazar (avec Henri Massis), Paris, Plon, 1939
- Notre avant-guerre, Paris, Plon, 1941
- La Conquérante, Paris, Plon, 1943, roman
- Poèmes, Balzac, 1944
- Les Quatre Jeudis, Balzac, 1944

### Publications posthumes
- Poèmes de Fresnes, Minuit et demi, 1945
- Lettre à un soldat de la classe 60, Le Pavillon noir, 1946
- Les Frères ennemis, Le Pavillon noir, 1946
- Chénier, Paris, La Pensée française, 1947
- Morceaux choisis, Éditions du Cheval ailé, 1949
- Anthologie de la poésie grecque, Paris, Éditions Stock, 1950, réédité en 1995 au Livre de Poche  (ISBN 2-253-01517-2)
- Lettres écrites en prison, Les Sept Couleurs, 1952
- Six heures à perdre, Paris, Plan, roman, 1953 ; réédition (avec une préface de Philippe d'Hugues), Pardès, 2016  (ISBN 978-2-86714-494-3)
- Bérénice, Les Sept Couleurs, 1954, théâtre[note 9]
- Journal d'un homme occupé, Les Sept Couleurs, 1955
- Poètes oubliés, Emmanuel Vitte, 1961
- Domrémy, Les Sept Couleurs, 1961
- Commentaire sur La Varende, 1962
- En marge de Daphnis et Chloé, 1963
- Nouvelle prière sur l'Acropole, 1963
- Écrit à Fresnes, Paris, Plon, 1967
- Une génération dans l'orage, Paris, Plon, 1968
- Vingt lettres de Robert Brasillach, Emmanuel Vitte, 1970
- Abel Bonnard, 1971
- Les Captifs, roman inachevé, Paris, Plon, 1974
- Le Paris de Balzac, 1984
- Hugo et le snobisme révolutionnaire, 1985
- Montherlant entre les hommes et les femmes, 1985
- Fulgur, roman collectif sous le nom de « Jean Servière », 1992
- La Question juive, articles de Brasillach et Cousteau, 1999
- Relectures Robert Brasillach, 2002
- Animateurs de théâtre: Baty, Copeau, Dullin, Jouvet, les Pitoëff, Éditions Complexe, Bruxelles, 2003 (réédition préfacée et annotée par Chantal Meyer-Plantureux)

- Lettres à une provinciale, Les Sept Couleurs, 2023 (préf. Philippe d'Hugues, (lire en ligne)

Son beau-frère Maurice Bardèche assura la direction de publication, au Club de l'honnête homme, des Œuvres complètes (expurgées) en 12 tomes, de 1963 à 1966.

### Œuvres complètes
Les Œuvres complètes de Robert Brasillach ont été publiées, par souscription, par le Club de l'honnête homme en 12 volumes reliés, entre 1963 et 1966.
- Volumes I à III, Romans
- Volume IV, Théâtre
- Volumes V à VIII, Documents
- Volume IX, Œuvre poétique
- Volume X, Histoire du cinéma et correspondance
- Volumes XI et XII, Articles de presse, Causeries

### Prix
- Prix Paul-Flat de l'Académie française 1935 pour l'ensemble de ses ouvrages de critique[61]

## Association des amis de Robert Brasillach
L'Association des amis de Robert Brasillach voit le jour le 18 décembre 1948 à Lausanne.
La première assemblée générale est organisée le 11 mars 1950, à Lausanne, dans les salons de l'hôtel Central-Bellevue.
Elle édite depuis 1950 les Cahiers des amis de Robert Brasillach (CARB), et décerne un prix Robert-Brasillach.

## Évocations artistiques

### Romans
- Dans La Plage de Scheveningen, roman de son condisciple et ami Paul Gadenne, il apparaît sous le nom d'Hersent, en réalité l'un des personnages principaux du roman. L'action se déroule après son arrestation et jusqu'à son exécution ; des retours en arrière sont l'occasion, par exemple, d'un dialogue politique, sans doute véridique, entre les deux écrivains, ainsi que de nombreuses anecdotes sur le personnage de Brasillach.
- Dans le roman Les Bienveillantes de Jonathan Littell, il est un des amis français du héros, Maximilien Aue, officier SS ayant participé aux massacres de masse.

### Chansons
- En 1963, Pierre Fresnay récite les Poèmes de Fresnes[66].
- En 1998, Docteur Merlin, chanteur identitaire et « païen » , chante les textes de l'écrivain dans l'album Docteur Merlin chante Brasillach.
- En 2004, le chanteur Jann Halexander interprète Brasillach 1945, chanson qui aborde les compromissions de l'artiste avec le pouvoir[pas clair], parue sur l'album du même nom, puis en 2008 sur l'album Le Marginal[67].
- La chanteuse Jil Caplan récite des vers de Brasillach à la fin de sa chanson Tard dans la nuit : « La nuit était merveilleusement douce, toujours embaumée par les arbres en fleur… »